# Coccophagus flaviceps
Coccophagus flaviceps är en stekelart som beskrevs av Compere 1931. Coccophagus flaviceps ingår i släktet Coccophagus och familjen växtlussteklar. Inga underarter finns listade i Catalogue of Life.